# Diasporus
Diasporus (лат.) — род бесхвостых земноводных из семейства Eleutherodactylidae. Населяют влажные низменные и горные леса в крайнем восточном Гондурасе на юге вдоль атлантической прибрежной равнины Никарагуа до Коста-Рики (по обе стороны побережья), и далее на восток до западной Колумбии и северо-западного Эквадора.

## Классификация
На январь 2023 года в род включают 17 видов:
- Diasporus amirae  Arias, Chaves, Salazar, Salazar-Zuniga, and Garcia-Rodriguez, 2019
- Diasporus anthrax  (Lynch, 2001)
- Diasporus citrinobapheus  Hertz, Hauenschild, Lotzkat, and Kohler, 2012
- Diasporus darienensis  Batista, Kohler, Mebert, Hertz, and Vesely, 2016
- Diasporus diastema  (Cope, 1875)
- Diasporus gularis  (Boulenger, 1898)
- Diasporus hylaeformis  (Cope, 1875) — Краснополосая листовая лягушка
- Diasporus igneus  Batista, Ponce, and Hertz, 2012
- Diasporus lynchi  Ospina-Sarria et al., 2022
- Diasporus majeensis  Batista, Kohler, Mebert, Hertz, and Vesely, 2016
- Diasporus pequeno  Batista, Kohler, Mebert, Hertz, and Vesely, 2016
- Diasporus quidditus  (Lynch, 2001)
- Diasporus sapo  Batista, Kohler, Mebert, Hertz, and Vesely, 2016
- Diasporus tigrillo  (Savage, 1997)
- Diasporus tinker  (Lynch, 2001)
- Diasporus ventrimaculatus  Chaves, Garcia-Rodriguez, Mora, and Leal, 2009
- Diasporus vocator  (Taylor, 1955)